# حياتي مع الجوع والحب والحرب
حياتي مع الجوع والحب والحرب كتاب سيرة ذاتية يتألف من ثلاثة أجزاء للأديب السعودي عزيز ضياء، صدر الجزآن الأول والثاني من الكتاب عام 1993م (1414هـ)، ثم صدر الجزء الثالث عام 1422هـ. ثم صدر الكتاب كاملاً في جزأين عن دار التنوير عام 2012م (1433هـ).

## قيمة الكتاب
يعد كتاب (حياتي مع الجوع والحب والحرب) من أوثق "المصادر الجغرافية والتاريخية التي شاهد الكاتب آثارها وانعكاساتها على المجتمعات العربية لذا يمكننا القول إن هذا الكتاب هو وثيقة تاريخية مهمة من طفل شاهد عيان مما شاهدها وسمعها ثم بينها على الأوراق بكل صدق وأمانة، إن الشيخ عزيز ضياء كتب سيرته الذاتية بعد أن تجاوز السبعين من عمره، فاستعاد في ذاكرته القوية أيام مرحلة الطفولة والشباب الماضية، ورأى في هذه الحياة عظات وعبر جديرة بأن تسجل وتكتب، فبدأ تدوين هذا الكتاب الرائع وصور فيه سيرته الذاتية وألقى فيه ضوءا ساطعا على الأحوال السياسية والاقتصادية والاجتماعية والدينية وغيرها من الأحداث القاسية المريرة التي عاشها مع الأهل من بيته  بشكل عام في المدينة المنورة".

## محتوى الكتاب
نُشرت مادة الكتاب لأول مرة في مجلة اقرأ، وفي مجلة اليمامة بين عامي 1405هـ و1410هـ. وصاغ عزيز ضياء سيرته منذ ولادته وإرهاصاتها الأولى كما قصتها عليه والدته (فاطمة بنت الشيخ أحمد صفا) من أول صباح في حياته إلى أواخر حياته.
في مقدمة سيرته الذاتية (حياتي مع الجوع والحب والحرب) يصف عزيز ضياء حياته تلك بأنها (قصة التفاهة): "تأهب لتقرأ فصولاً من حياة أعجب ما فيها أنها تافهة٬ وأجمل ما فيها أنها قصة التفاهة، يحياها ألوف من أمثالي الصغار التافهين… الذين لم يتح لهم أن يلمعوا في آفاق العالم الكبير ولم يجدوا مداخلهم إلى التاريخ… ليس في حياتهم بطولة أو مجد.. أو مغامرات أو مفاجآت.. أو إثارة من أي نوع… وإنما فيها حياة الألوف.. والملايين من الصغار التافهين" ص 15.
وفي سيرة عزيز ضياء يتداخل "رأيه الثقافي، ومجال اهتماماته الأدبية وتكوينات مرجعيته المعرفية، حيث تتقاطع في سيرته العديد من المواقف التي شكلت بدورها سيرة ثقافية، حملها رؤيته في قراءاته، ومتابعاته، وما أنجزه من أعمال أدبية مستقلة".

## اقتباسات من الكتاب
«لم أكن قد نسيت ألوان ومشاهد العذاب التي عشتها مع هذه الأم، بعد أن مات الجميع، ولم يبق لنا أحد.. تلك المشاهد في شوارع حلب وطرقاتها، وعربات نقل الموتي: تجمعهم من الأرصفة ليتلامح بينها إنسان، لا أكاد أتبين صورته ملامح وجهه، حتى تزحمه عشرات أو مئات الملامح والصور (ج2 ــ ص. 12).
«كان الجوع شيئا، لا أزال أقول، حتى اليوم، إنه أخطر ما يتعرض له الإنسان من مصائب وكوارث.. إذ أشد ما كان يعانيه جدي، ومعه أمي من الآم، وعذاب، حين لا يجدان نفسيهما عاجزين تماما عن أن يؤمنا حتى هذا الخبز، ليس لهما، وإنما لي أنا في المرحلة التي بدأت أشفى فيها من التيفوس» (ج2- ص 116).